# کوه کوک

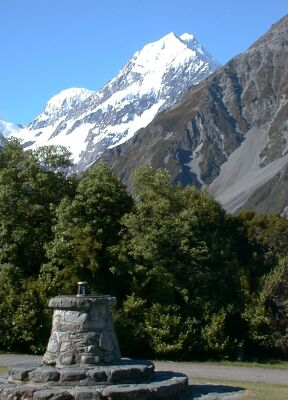
چشم‌انداز استاندارد گردشگری از کوه کوک از هتل هرمیتاژ.

کوه کوک با ارتفاع ۳۷۲۴ متر بلندترین کوه کشور نیوزیلند به‌شمار می‌آید. این کوه در رشته آلپ جنوبی در جزیره جنوبی قرار دارد و از مکان‌های محبوب گردشگران و کوهنوردان است.  کوه کوک دارای سه قله است که بین ۳۵۹۳ متر تا ۳۷۲۴ متر ارتفاع دارند و از سمت شرق با یخچال طبیعی تاسمان و از جنوب غربی با یخچال هوکر همسایه است.
مردم بومی مائوری نیوزیلند که این کوه را آئوراکی می‌نامند از سده‌ها پیش با این کوه آشنا بوده‌اند. نخستین اروپایی که در سال ۱۶۴۲ میلادی این کوه را دید، دریانورد و کاشف هلندی، آبل تاسمان بود.

## کشف و نامگذاری
مائوری ها اندکی پس  از ورود‌شان به نیوزیلند، در حدود قرن ۱۴ میلادی، این کوه را شناخته و آن را آئوراکی (Aoraki یا Aorangi) نامیدند. اولین اروپایی‌هایی که ممکن است کوه کوک را دیده‌باشند، خدمه کشتی هلندی آبل تاسمان (Abel Tasman) بودند که در فاصله ۱۵۰ کیلومتری در شمال غرب این کوه بودند. در واقع، کاپیتان کوک در طول اکتشاف  و دور‌زدن نیوزیلند این کوه را نمی‌بیند. نام انگلیسی کوه کوک (Mt. Cook) در سال ۱۸۵۱ به  احترام جیمز کوک، توسط کاپیتان جان لورت استوکس به این کوه داده شد.

کوه کوک از سوی دره یخچال هوکر